# بنارابا
بنارابا (به اسپانیایی: Benarrabá) یک Municipalities of Spain در Spain است.

## خصوصیات
بنارابا ۲۶٫۲۰ کیلومترمربع مساحت و ۳٬۰۰۳ نفر جمعیت دارد و ۴۸۱ متر بالاتر از سطح دریا واقع شده‌است.